# Ettore Petrolini
Ettore Petrolini (né le 13 janvier 1884 à Rome et mort le 29 juin 1936 dans la même ville) est un acteur, dramaturge, écrivain et scénariste italien, spécialisé dans le genre comique.

## Biographie
Roman, fils d'un forgeron de Ronciglione et petit-fils d'un charpentier d'un quartier dans le centre de Rome très populaire, puis, comme il disait lui-même, peupler de la meilleure descendance, Petrolini, depuis son enfance, avait assisté à des théâtres romains, et parfois il a joué pour le plaisir.

## Filmographie partielle

### Comme acteur
- 1913 : Petrolini disperato per eccesso di buonumore
- 1919 : Mentre il pubblico ride de Mario Bonnard
- 1930 : Nerone d'Alessandro Blasetti
- 1931 : L'Enfant de la rue (Cortile) de Carlo Campogalliani
- 1931 : Medico per forza de Carlo Campogalliani

## Comme scénariste
- 1931 : Cortile de Carlo Campogalliani
- 1931 : Medico per forza de Carlo Campogalliani